# 性 (ツイストの曲)
『性（サガ）』は、1978年12月にリリースされたツイストの4thシングルである。
『性』の作詞・作曲は世良公則による。この曲からツイストへと改名となった。

## 収録曲
1. 性（サガ）(3分59秒)
  - 作詞:世良公則／作曲:世良公則／編曲:ツイスト
2. ギリギリ橋(4分20秒)
  - 作詞:ふとがね金太／作曲:太刀川紳一／編曲:ツイスト